# Лунью
Лунью (устар. Лундь-Ю) — река в России, протекает по Прилузскому и Сысольскому районам Республики Коми. Устье реки находится в 18 км по левому берегу реки Кортъю. Длина реки составляет 15 км. Основное направление течения — север. Река течёт по лесной, ненаселённой местности.

## Данные водного реестра
По данным государственного водного реестра России относится к Двинско-Печорскому бассейновому округу, водохозяйственный участок реки — Вычегда от города Сыктывкар и до устья, речной подбассейн реки — Вычегда. Речной бассейн реки — Северная Двина.
Код объекта в государственном водном реестре — 03020200212103000024617.